# Asociación Fútbol Club Euro Kickers
Maillots

L'Asociación Fútbol Club Euro Kickers est un club de football fondé en 1984 et disparu en 2002. Il est basé dans la ville de Panama au Panama. 
Il remporte le championnat du Panama de football en 1993.